# Phaeoparia phrygana
Phaeoparia phrygana är en insektsart som beskrevs av Nicholas David Jago 1980. Phaeoparia phrygana ingår i släktet Phaeoparia och familjen Romaleidae. Inga underarter finns listade i Catalogue of Life.